# 푸탈롱코사우루스
푸탈롱코사우루스 또는 푸탈롱코사우루스 두케이(영어: Futalognkosaurus dukei)는 백악기 후기에 살았던 용각하목 티타노사우루스류에 속하는 공룡의 일종으로, 2000년 아르헨티나 네우켄주에서 발견되어 2007년 명명되었다. 전체 골격의 70% 이상이 발견되어 크기를 가늠해 볼 수 있는데, 몸길이 24m, 무게 30t에 이를 것으로 예상된다.